# William S. Sadler
William Samuel Sadler (Spencer, 24 giugno 1875 – Chicago, 26 aprile 1969) è stato uno psichiatra statunitense che ha contribuito a pubblicare il libro di Urantia. Si dice che il libro sia il risultato del rapporto di Sadler con un uomo attraverso il quale credeva che gli esseri celesti parlassero di notte. In seguito insieme ad una commissione di 70 persone studiarono e pubblicarono gli insegnamenti derivanti dalle rivelazioni di esseri divini attraverso la persona denominata "dormiente"..

## Biografia
Nativo dell'Indiana, Sadler si trasferì nel Michigan ancora adolescente a lavorare presso il Sanitarium di Battle Creek. Lì incontrò il medico e promotore sanitario-alimentare John Harvey Kellogg, produttore di fiocchi di mais (Kellogg Company), che divenne il suo mentore. Sadler ha sposato la nipote di Kellogg, Lena Celestia Kellogg, nel 1897. Ha lavorato per diverse organizzazioni cristiane e ha frequentato la scuola di medicina, laureandosi nel 1906. Sadler praticava medicina a Chicago insieme alla moglie, anche lei un medico. Si è unito a diverse associazioni mediche e ha insegnato presso il Theological Seminary di McCormick. Anche se era un membro attivo della Chiesa cristiana avventista del settimo giorno per quasi vent'anni, lasciò questa comunità, dopo aver sciolto la società con lo zio di sua moglie nel 1907. Sadler e sua moglie dal 1907, divennero insegnanti cristiani degli adulti del distretto del Chautauqua. Scrisse più di 40 libri su una varietà di argomenti medici e spirituali che sostengono un approccio olistico alla salute. Sadler esaltò il valore della preghiera e della religione, e abbracciò le teorie scientifiche sull'evoluzione.
Nel 1910, Sadler si trasferì in Europa per studiare psichiatria sotto la guida di Sigmund Freud. Tra il 1906 e il 1911, in più occasioni Sadler, trattò un paziente con una condizione di sonno insolita. Mentre il paziente dormiva parlò a Sadler e affermò di essere un essere spirituale. Sadler passò anni a osservare quest'uomo nel tentativo di spiegare il fenomeno, e alla fine dopo anni di analisi, che l'uomo non aveva una malattia mentale e che le sue parole erano autentiche. L'identità dell'uomo non fu mai rivelata, ma la speculazione si è concentrata sul cognato di Sadler, Wil Keith Kellogg. Nel corso di diversi anni, Sadler ed i suoi assistenti visitavano l'uomo, mentre lui dormiva, conversando con lui sulla spiritualità, sulla storia e la cosmologia, ponendogli molte domande. Un certo numero di persone interessate al caso, si incontravano a casa di Sadler per discutere le risposte dell'uomo e per suggerire ulteriori domande. Le risposte dell'uomo sono stati poi pubblicati in un libro - Il libro di Urantia - e la Fondazione Urantia è stato creata per aiutare Sadler a diffondere il messaggio del libro. Non si sa chi ha scritto e curato il libro, ma diversi commentatori hanno ipotizzato che Sadler abbia svolto un ruolo di guida nella sua pubblicazione. Anche se non è mai diventato la base di una vera e propria religione organizzata, nonostante tutto il libro ha attirato seguaci (denominati poi "lettori") che si dedicano ad esso spiritualmente ritrovandosi in molte sale di lettura presso i vari circoli della Fondazione Urantia per leggere, studiare e commentare insieme il libro di Urantia .